# Union College (Nebraska)
O Union College é uma instituição universitária estadunidense localizada na cidade de Lincoln, no estado de Nebraska, e que oferece cursos de quatro e dois anos nas áreas de artes e ciências, bem como cursos profissionalizantes e mestrado em assistente médico. Fundado em 1891, o Union College pertence à União Centro-Americana da Igreja Adventista do Sétimo Dia.

## Área acadêmica
O Union College oferece mais de 50 cursos e permite ao aluno a possibilidade de, junto com o orientador, criar cursos personalizados. Embora a maioria dos cursos oferecidos sejam pré-profissionais (dois anos), o Union mantém uma atmosfera universitária enfatizando a comunicação em todas as áreas. Os programas mais recentes que foram adicionados ao Union incluem pedagogia da música para piano e resgate internacional, os únicos cursos deste tipo nos Estados Unidos.
Os professores valorizam mais a preparação para o ensino do que pesquisas. A rácio aluno-professor para o ano acadêmico de 2005-2006 foi de 12.71:1, o tamanho médio das classes foi de 15.82 e 46 por cento dos professores tinham terminado o doutorado.

## Inglês como uma segunda língua (ESL)
Aproximadamente 10 por cento do corpo estudantil é composto por alunos de outros países, muitos dos quais vêm para os Estados Unidos com o propósito de estudar inglês (ESL). Os alunos com uma pontuação no TOEFL (Teste de inglês como língua estrangeira) inferior a 550 devem estudar ESL (curso de inglês). Quando os alunos alcançam a pontuação mínima de 550, poderão sair do curso de inglês e se matricular em um dos cursos universitários.
O colégio oferece um curso de dois anos para alunos que querem se tornar professores de ESL.

## Serviços à comunidade
O Union College tem se tornado conhecido pelo espírito de voluntariedade incentivado no campus.
- Projeto Impacto, um evento anual de serviço à comunidade, atrae mais de 80 por cento dos estudantes e funcionários do colégio. Os voluntários trabalham com cerca de 50 organizações comunitárias na cidade de Lincoln, limpando, pintando, organizando e dando assistência às necessidades da comunidade. Desde 1981, 13.500 estudantes e funcionários do Union College têm doado 90.000 horas de trabalho voluntário.
- Cada final de semana, os alunos organizam uma grande variedade de oportunidades para trabalho voluntário, o que resulta em mais de 1.600 horas de serviço voluntário cada ano escolar. Essas oportunidades incluem cuidar de crianças carentes, ajudar a alimentar os necessitados e “foot clinic” que oferece cuidado especial e tratamento para os pés de andarilhos.
- Cada ano escolar começa com os administradores, professores e ex-alunos ajudando os novos alunos que estão chegando a transportarem os seus pertences para os dormitórios.
- A maioria dos cursos do Union College integram serviço comunitário como um dos componentes do curso. Por exemplo, todos os estudantes da faculdade de inglês passam pelo menos um semestre estagiando no “Studio for Writers and Speakers” no campus, onde eles ajudam outros alunos com correção de gramática e técnicas de redação. Os alunos que completam o curso de finanças ajudam os imigrantes ou pessoas de baixa renda no preenchimento do imposto de renda como parte do programa IRS Volunteer Income Tax Assistance (VITA). Os alunos do curso de assistente médico  dão assistência a clínicas especiais na cidade. Vale também mencionar o curso de resgate internacional, o único programa desse tipo nos Estados Unidos. Os alunos aprendem como fazer um resgate de emergência, são preparados para seguir carreira em escolas de medicina ou organizações de auxílio internacional, ou na àrea de resgate, bombeiro, serviços de emergência e saúde pública.
- Aproximadamente 10 por cento dos alunos do Union College trancam matrícula por um ano para servirem como estudantes missionários em diferentes países. Esses alunos escolhem ensinar inglês como uma segunda língua no leste da Ásia e Europa, lecionar para o ensino primário nas escolas do sul do Pacífico e trabalhar na área médica na África e Papua Nova Guiné, entre outras atividades.

## Atletismo
O Union College não faz parte de nenhuma organização de atletismo. Porém, há times de basketball (masculino e feminino), volleyball (feminino), golf (masculino) que competem com outras universidades da região central dos Estados Unidos. Os times são conhecidos como “Warriors” (guerreiros) e usam as cores do Union College no uniforme – vermelho e preto.
Além desses esportes, o Union tem um clube de futebol que compete com escolas locais e também um time de ginástica acrobática conhecido como “Gymnaires”, que viaja extensivamente.

## Pontos de interesse
- Arboreto Joshua C. Turner
- Embora o W.W. Prescott Hall (um dos dormitórios masculinos) tenha apenas sete andares, o telhado do dormitório é o ponto mais alto de Lincoln por causa da localização do Union na parte mais elevada da cidade.
- O “clock tower” (torre do relógio), finalizado em 1971, é uma torre de metal de 30.5 metros localizada no centro do campus do colégio. Além da sua função como ponto de referência e relógio, a torre é equipada com sinos e sua música pode ser ouvida no campus bem como nas redondezas da escola.
- A Igreja Adventista do Sétimo Dia “College View”, reconstruida em 1978, conta com um órgão austríaco conhecido com “Thunderbird.” Os vitrais na frente da igreja mostram cenas da tradição Judia-Cristã envolvendo o sistema de sacrifícios, começando com a queda de Adão e Eva e terminando com a segunda volta de Cristo.